# Mark Mratchny
Mark Mratchny (jid. ‏מאַרק מראַטשני‎, ros. Марк Мрачный; urodzony jako Mark Kliwanskij, ros. Марк Клаванский; ur. 1892 w Kownie, zm. 29 marca 1975 w Nowym Jorku) – litewski pisarz, nauczyciel, psycholog, myśliciel polityczny oraz działacz anarchistyczny żydowskiego pochodzenia. Związany ze środowiskiem anarchosyndykalistycznym i członek ruchu machnowskiego.

## Życiorys
Mark Mratchny urodził się w rodzinie żydowskiej w 1892 w Kownie. Uczył się w chederze, a w 1911 ukończył rosyjskie gimnazjum. Edukację kontynuował w Lipsku, Paryżu, a następnie w Nowym Jorku.
W latach rewolucji ukraińskiej był pracownikiem Wydziału Kulturalno-Oświatowego Rewolucyjnej Powstańczej Armii Ukrainy (RIAU) oraz kolporterem machnowskich gazet „Wolny Buntownik” i „Droga do Wolności” w latach 1919-1921. Został również członkiem Konfederacji Organizacji Anarchistycznych „Nabat”, która stanowiła główne zaplecze intelektualne Wolnego Terytorium.
W nocy z 25 na 26 listopada 1920 Mark został aresztowany przez Czekę w Charkowie i przetransportowany do więzienia w Moskwie.
W 1922 opuścił Ukrainę, w 1928 przeniósł się do USA, gdzie pracował jako nauczyciel w szkołach jidysz współpracujących z Arbeter Ring w Los Angeles i Detroit. W latach 30. został psychologiem, zajmował się psychoanalizą. Był autorem licznych artykułów na temat teorii anarchizmu w żydowskojęzycznej prasie amerykańskiej, w tym pracował jako redaktor nowojorskiej gazety „Fraye Arbeter Shtime” (FAS). Zrezygnował z funkcji redaktora wkrótce po klęsce Republikanów w czasie hiszpańskiej wojny domowej. Do śmierci był autorem felietonów politycznych w FAS.

## Dziedzictwo
Po jego śmierci część materiałów z jego osobistego archiwum została przekazana do Żydowskiego Instytutu Naukowego (YIVO), który prowadzi badania nad językiem, literaturą i folklorem kultury żydowskiej.